# Giesen (Ortschaft)
Giesen ist eine Ortschaft der Gemeinde Giesen im niedersächsischen Landkreis Hildesheim.

## Geographie
Die Ortschaft Giesen liegt zwischen Hildesheim und Sarstedt direkt an der Innerste und am Fuße des Giesener Forstes (nordöstlich). Nachbarortschaften sind Hasede, Emmerke, Ahrbergen und Groß Förste.

## Geschichte
Die erste urkundliche Erwähnung des Ortes erfolgte im Jahr 1146. Alte Bezeichnungen des Ortes sind 1146 Gesim, 1147 Iesen, 1100–1200 Iesen, 1151 Iesen, 1181–1190 Ihesen, 1181 Iesen und 1193 Gesem. Auffällig ist bei dem Ortsnamen das Schwanken im Anlaut: „G-“ wechselt mit „J-“, jedoch ist dieses im Niederdeutschen gar nicht so selten. Es weist häufig auf eine Bezeichnung für „Gischtwasser“ hin: „wes-/*ges-“ für „schäumen, gären“ im Sinne von „Stelle am schäumenden Wasser“.

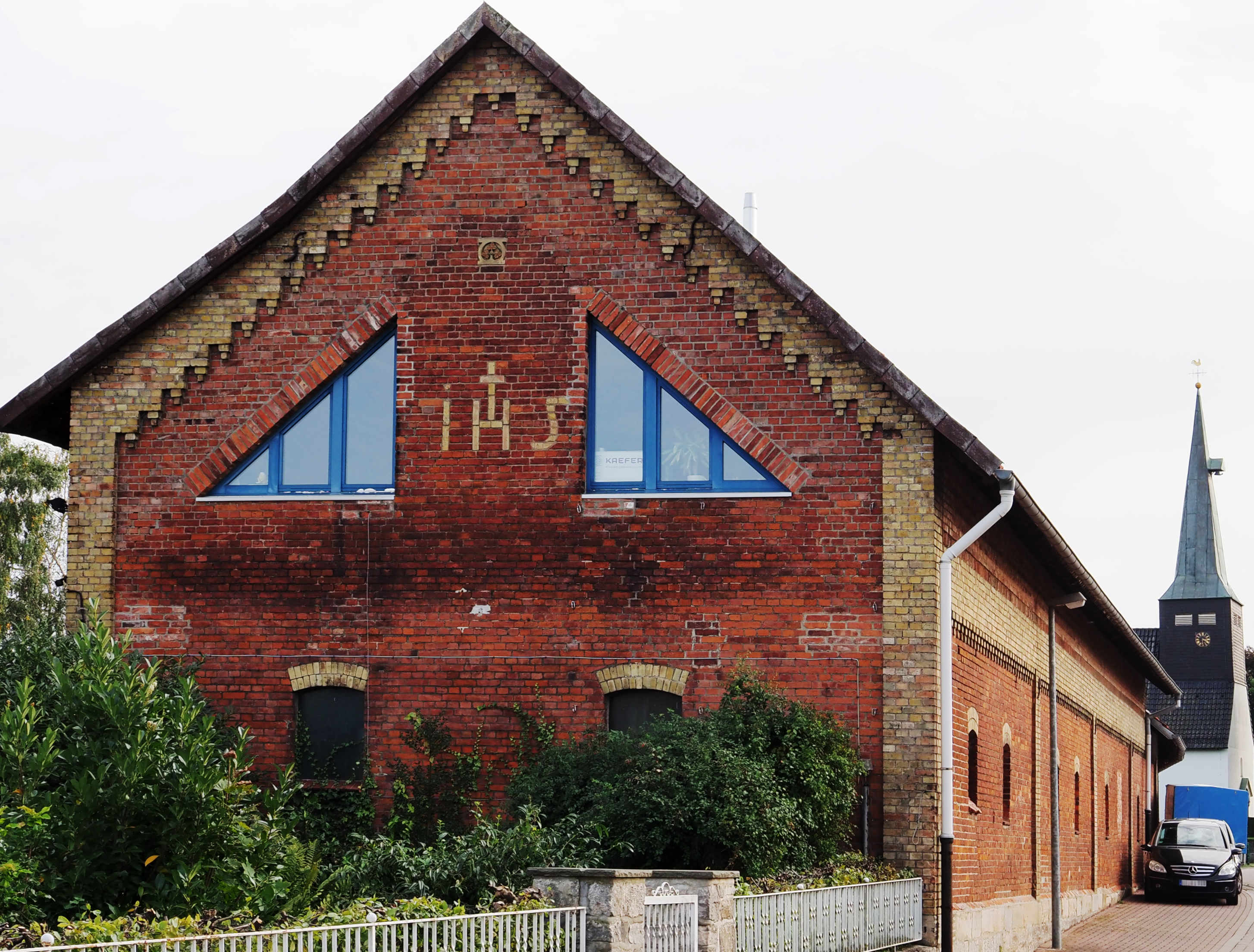
Klein Giesen, altes Wirtschaftsgebäude und Turm von St. Martin

Die Unterscheidung in Groß und Klein Giesen erfolgte bereits ab dem 14. Jahrhundert. Zwischen Giesen und Emmerke lag der Ort Beelte, der im Dreißigjährigen Krieg ausgelöscht wurde. Es wird davon ausgegangen, dass viele der Giesener Familien ihren Ursprung in der Ortschaft Groß Beelte haben.
Im Zuge der Gebietsreform in Niedersachsen, die am 1. März 1974 stattfand, wurden die beiden Gemeinden Groß Giesen und Klein Giesen zusammen mit vier weiteren Gemeinden zur neuen Gemeinde Giesen zusammengefasst. Groß- und Klein Giesen existieren bis heute als Gemarkungen weiter.

## Religion
Giesen hat zwei katholische Kirchen, St. Vitus (Groß Giesen) von 1670 und St. Martin (Klein Giesen). Die Pfarrei St. Vitus mit Sitz in Groß Giesen umfasst seit dem 1. November 2014 die Kirchen Maria Mutter der Kirche und St. Peter und Paul (beide Ahrbergen), St. Pankratius (Groß Förste), St. Vitus (Groß Giesen), St. Andreas (Hasede), St. Johannes (Klein Förste) und St. Martin (Klein Giesen). Zuvor bildeten die beiden Giesener Kirchen St. Vitus und St. Martin mit den beiden Kirchen in Ahrbergen eine Seelsorgeeinheit.
Die evangelische Kirchengemeinde der Ortschaft Giesen ist die Pauluskirche in Hasede.

## Politik

### Ortsrat
Der Ortsrat setzt sich aus elf Ratsmitgliedern zusammen. Zusätzlich befinden sich im Ortsrat fünf beratende Mitglieder (drei CDU, zwei SPD).
- CDU: 5 Sitze
- SPD: 4 Sitze
- Bündnis 90/Die Grünen: 1 Sitz
- Parteilose: 1 Sitz

(Stand: 12. September 2021)

### Ortsbürgermeister
Ortsbürgermeisterin ist Maren Karman-Matties (CDU). Ihre Stellvertreter sind Andrea Keienburg (CDU) und Thomas Trippner (SPD).

### Wappen
Wappen von Groß Giesen
| Wappen von Groß Giesen | Blasonierung: „Durch ein breites rotes Band geteilter goldener Schild. Oben belegt mit 11 (4:3:4) und unten mit 9 (4:3:2) roten Nägeln.“ |
| Wappen von Groß Giesen | Wappenbegründung: Das Wappen ist schlicht und klar, und darum wirkungsvoll. Balken und Nägel stammen von dem Rittergeschlecht von Giesen. Im 12. Jahrhundert tritt er zuerst in den Urkunden auf und ist wohl im 15. Jahrhundert erloschen. Der Balken soll an Haus und Heim erinnern; denn Balken waren einst Gerüst und Skelett des Hauses. Die Festigkeit, mit der sich die Nägel in Schild und Wand bohren, knüpft an niedersächsische Zähigkeit an. |

Wappen von Klein Giesen
| Wappen von Klein Giesen | Blasonierung: „Durch ein breites goldenes Band geteilter roter Schild. Oben belegt mit zwei und unten mit einer silbernen Lilie.“ |
| Wappen von Klein Giesen | Wappenbegründung: Groß Giesen machte sich das Wappen der Ritter von Giesen zu eigen; darum wählte Klein Giesen den Schild derer von Beelte für sich. Noch heute ist das Andenken an Beelte sehr lebendig in beiden Giesen. Nach Beelte nannte sich ein Rittergeschlecht, das im 13. und 14. Jahrhundert oft bezeugt wird und offenbar in Beelte seinen Stammsitz hatte. Nachkommen dieser Ritter sind wohl jene von Beelte, die 1441 eine Urkunde siegelten, das in der Mitte einen Balken zeigt und darüber zwei, darunter eine Lilie in harmonischer Anordnung aufweist. Dieses Siegelbild wurde von Klein Giesen übernommen. Man fügte nur noch die Stiftsfarben hinzu, färbte den Schild rot und den Balken golden und gab den Lilien eine silberne Tingierung. Der Balken mahnt an Haus und Hof, die Lilien an Lauterkeit des Charakters. |

## Kultur und Sehenswürdigkeiten

### Verschiedenes
- Heimatmuseum Giesen
- Hügelgräberfeld aus der Bronzezeit im Giesener Forst
- Der Westturm der katholischen Pfarrkirche St. Vitus wurde 1672–75 erbaut, das heutige Kirchenschiff 1929.[7] Im Kircheninneren sind die barocken Altäre vom Ende des 17. Jahrhunderts sowie sechs Deckengemälde aus der Zeit um 1675 beachtenswert. Der Hochaltar stammt aus dem 18. Jahrhundert, während die Kanzel um 1520 angefertigt wurde und ursprünglich in der Nikolaikapelle  in Hildesheim stand.
- Die Giesener Teiche (gehören zum Gebiet der Stadt Hildesheim). Man kann hier seltene Pflanzen und Vögel beobachten. Hier entstand die Schilderung Die Teiche von Hermann Löns. Nach dem Abzug der Streitkräfte aus Hildesheim Ende 2007 wurde das Gebiet südlich der Giesener Teiche, der sogenannte Osterberg als Naturschutzgebiet „Lange Dreisch und Osterberg“ durch ein sogenanntes Kleeblatt, welches die Form der Wege widerspiegelt, für die Bevölkerung erschlossen. Landschaftlich spiegelt diese Landschaft nördlich von Hildesheim eine kleine Rhön wider.
- Das „inoffizielle Wahrzeichen“ von Giesen ist die Abraumhalde des ehemaligen Kali-Werkes. Sie kündet schon von weitem sichtbar vom Wetter, indem sie sich von weiß nach dunkelgrau verfärbt und stellt somit eine Besonderheit dar.

### Sport
- Mehrzweckhalle (mit Tennisplatz und Beachvolleyballplatz), Emmerker Straße
- Sportplatz, Waldstadion
- B-Sportplatz, Latherwischweg

## Wirtschaft und Infrastruktur
Die Ortschaft Giesen ist überwiegend durch Wohnbebauung geprägt.

### Unternehmen
Das größte Unternehmen der Ortschaft war bis in die 1990er-Jahre die Firma Kali und Salz AG (Kaliwerk Siegfried-Giesen). Momentan wird im Rahmen einer Studie die Wirtschaftlichkeit der Wiederinbetriebnahme des Reservebergwerks Schacht Siegfried geprüft. Wann hierzu eine Entscheidung getroffen wird, ist bislang unklar. Eine Inbetriebnahme würde Investitionen in Höhe von ca. 500 Mio. Euro nach sich ziehen und nachhaltig die Entwicklung der Ortschaft Giesen beeinflussen.

### Bildung
- Kindergarten, Schöne Aussicht
- Kindergarten, Hainweg
- Grundschule Giesen-Hasede, Groß Beelter Straße

### Verkehr
Giesen liegt verkehrsgünstig in der Nähe der Bundesstraße 6. Auch die Bundesautobahn 7, sowie auch die Bundesautobahn 2, sind innerhalb kürzester Zeit erreichbar.

## Persönlichkeiten

### Söhne und Töchter des Ortes
- Hermann Schnipkoweit (1928–2018), Politiker (CDU), in Groß Giesen geboren

### Personen, die mit dem Ort in Verbindung stehen
- Erich Riebartsch (1902–1986), römisch-katholischer Theologe, war Pfarrkooperator in Groß Giesen
- Heinrich Biermann (1938–2003), Architekt und Politiker (CDU), lebte in Klein Giesen